# Jefferson Davis
Jefferson Finis Davis (Fairview, 3 giugno 1808 – New Orleans, 6 dicembre 1889) è stato un politico e militare statunitense.
La sua fama gli deriva principalmente dall'essere stato il primo e unico Presidente degli Stati Confederati d'America. Prima della guerra civile americana, Davis fece parte del Parlamento del Mississippi, della Camera dei rappresentanti (U.S. House) e del Senato statunitense (U.S. Senate). Combatté nella guerra messico-statunitense come colonnello di un reggimento di volontari. Più tardi divenne Ministro della Guerra (United States Secretary of War) nel Gabinetto del presidente Franklin Pierce.

## Biografia

### Gioventù, istruzione e carriera militare
Davis nacque in una fattoria nei pressi di Fairview, nella Contea di Christian (Kentucky), vicino al confine con la Contea di Todd. (Il suo luogo natale è attualmente il Jefferson Davis State Historic Site).
Fu l'ultimo dei dieci figli di Samuel Emory Davis e di sua moglie Jane. La famiglia aveva una lunga tradizione nella storia degli USA. Da giovane, il nonno di Davis era immigrato negli Stati Uniti dal Galles ed aveva vissuto in Virginia e nel Maryland, lavorando come funzionario pubblico. Suo padre, coi suoi zii, aveva servito nell'Esercito continentale nel corso della guerra per l'indipendenza delle colonie dell'Atlantico del nord dal governo di Londra; combattendo con la cavalleria della Georgia e prendendo parte all'assedio di Savannah come ufficiale di fanteria e anche i suoi fratelli maggiori parteciparono alla guerra. Durante la guerra del 1812 tre dei fratelli di Davis combatterono i Britannici e due di essi servirono sotto Andrew Jackson ricevendone un elogio per il coraggio mostrato nella battaglia di New Orleans.
Durante la gioventù di Davis, la famiglia si spostò più volte, nel 1811 nella Parrocchia di St. Mary, Louisiana, e nel 1812 nella Contea di Wilkinson, Mississippi. Nel 1813 Davis cominciò la sua istruzione insieme con la sorella Mary, frequentando la scuola in una baracca di legno a un miglio da casa. Due anni dopo Davis entrò nella Scuola cattolica "S. Tommaso d'Aquino" (Saint Thomas Aquinas) a St. Rose Priory, una scuola tenuta dall'Ordine dei Domenicani nella Contea di Washington, Kentucky. A quel tempo era l'unico studente protestante.
Davis giunse nel Jefferson College a Washington, Mississippi, nel 1818 e nella Transylvania University a Lexington, Kentucky, nel 1821. Nel 1824, Davis entrò nell'Accademia Militare degli Stati Uniti (West Point). Completò il suo quadriennio come cadetto a West Point e ricevette il brevetto di sottotenente nel giugno 1828 dopo essersi diplomato.
Davis fu assegnato al 1º Reggimento di Fanteria e inviato a Fort Crawford, Wisconsin. Il suo primo incarico, nel 1829, fu quello di supervisionare il taglio del legname lungo le sponde del fiume Red Cedar per riparare ed allargare il forte. Più avanti, nello stesso anno, fu assegnato a Fort Winnebago nel Wisconsin. Mentre sovrintendeva la costruzione e la direzione di una segheria sul fiume Yellow River nel 1831, contrasse la polmonite e tornò per questo a Fort Crawford.
L'anno successivo Davis fu inviato a Galena (Illinois) alla testa di un distaccamento incaricato di allontanare i minatori dalle terre reclamate dai nativi americani. Il suo primo incarico di combattimento avvenne nel corso della guerra di Falco Nero dello stesso anno, dopo essere stato assegnato dal suo colonnello, Zachary Taylor, a scortare lo stesso Falco Nero in prigione a Jefferson Barracks — si dice che al capo piacesse Davis per il cortese trattamento che gli aveva espresso. Un altro degli incarichi di Davis nel corso di quell'anno fu di evitare l'ingresso illegale dei minatori in quello che alla fine diventò lo Stato dell'Iowa.
Nel 1833 Davis fu promosso tenente del Reggimento di Dragoni (1º Reggimento di Cavalleria) e agì in veste di aiutante reggimentale. Nel 1834 fu trasferito a Fort Gibson (Oklahoma). In quel tempo Davis s'era innamorato della sedicenne figlia del colonnello Taylor, Sarah Knox Taylor. Suo padre non approvava la cosa, cosicché Davis rassegnò le dimissioni e sposò Miss Taylor il 17 giugno 1835 nella casa dello zio di lei presso Louisville.

### Matrimonio, vita di piantagione e prima carriera politica
Il matrimonio si dimostrò breve. I due giovani sposi contrassero entrambi la malaria e la moglie di Davis morì tre mesi dopo le nozze il 15 settembre 1835 nella casa in Louisiana della sorella di lui. Davis ricoverato partì per L'Avana, Cuba e quindi per New York. Nel 1836 si ritirò nella piantagione Brierfield nella contea di Warren, in Mississippi.
È da notare che Davis non condusse la sua piantagione alla maniera della maggior parte dei proprietari schiavisti del Sud dell'epoca. Uno dei suoi schiavi preferiti fu il sorvegliante della piantagione. Le frustate erano bandite nella piantagione, la giustizia era amministrata da "Corti" di schiavi che decidevano circa la colpevolezza o l'innocenza dei "crimini" imputati e quindi decidevano le punizioni. Essi erano liberi di scegliere un insieme vario di punizioni, incluso un avvertimento, lavoro supplementare e altro ancora, ma le frustate non erano cosa consentita. Davis si avocò esclusivamente il diritto di grazia. Inoltre agli schiavi era consentito di coltivare quanto serviva loro come alimento in propri orti personali (e ci si aspettava che ciò avvenisse); era assegnato loro pollame perché le uova potessero essere vendute a loro personale profitto così come essi potevano coltivare i propri orti consegnando se volevano l'eccedenza per ottenere tutte le varietà di alimenti di cui avevano necessità dai negozi della piantagione.
Negli anni seguenti non vi furono avvenimenti notevoli da registrare, mentre Davis sovrintendeva alla produzione di cotone a Brierfield e studiava scienze politiche. Decise di porre in pratica quanto aveva studiato nel 1843 entrando in politica. Concorse per l'Assemblea legislativa dello Stato del Mississippi come Democratico e s'impegnò in dibattiti col suo avversario politico, Seargent Smith Prentiss, per essere eletto. Tuttavia gli sforzi di Davis non furono coronati da successo ed egli perse le elezioni. L'anno successivo viaggiò in tutto il Mississippi facendo campagna per James Knox Polk e George M. Dallas, candidati alle elezioni presidenziali statunitensi del 1844.
Il 1844 vide il primo successo politico di Davis, dal momento che egli fu eletto alla Camera dei Rappresentanti statunitense, assumendo il proprio ufficio il 4 marzo dell'anno successivo.
Si sposò ancora una volta il 26 febbraio 1845 con Varina Howell, una donna importante sotto un profilo sociale.

### Seconda carriera militare

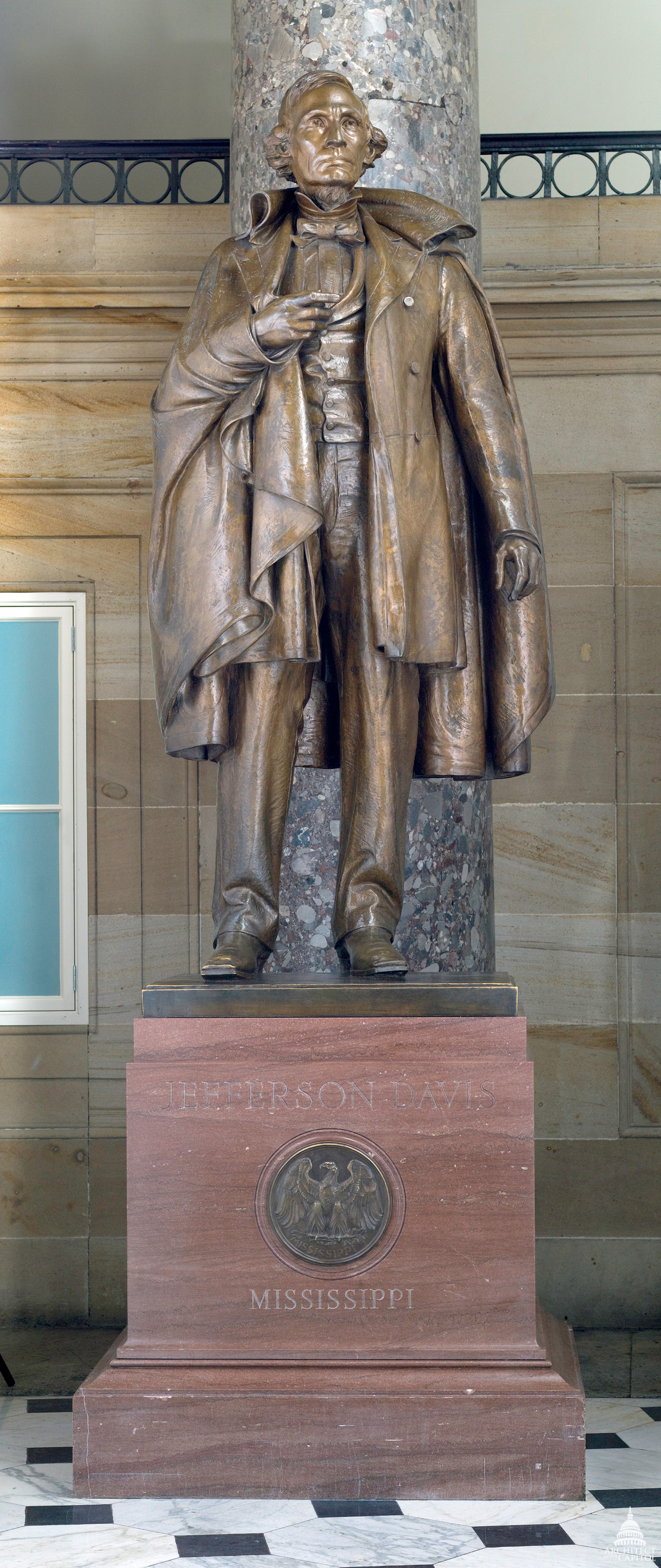
Rappresentazione di Jefferson Davis nella Sala delle Statue

Il 1846 vide lo scoppio della guerra messico-statunitense. Si dimise dal suo seggio parlamentare nel giugno e organizzò un Reggimento di volontari, i Mississippi Rifles, diventandone così il Colonnello. Il 21 luglio il Reggimento e Davis fecero vela da New Orleans per la costa del Texas.
Questo Reggimento è particolarmente memorabile perché Davis lo dotò completamente di carabine a percussione ed egli stesso addestrò al loro uso gli uomini del Reggimento, rendendolo un corpo particolarmente efficiente in combattimento.
Nel settembre del medesimo anno partecipò al riuscito assedio di Monterrey. Combatté con valore a Buena Vista, Messico il 22 febbraio 1847 e fu ferito a un piede. In riconoscimento del suo coraggio e iniziativa, il Generale Comandante Zachary Taylor si dice avesse affermato: «Mia figlia, signore, fu miglior giudice d'uomini di quanto non lo fossi stato io».
Il Presidente James Knox Polk gli offrì il grado di Brigadier generale e il comando di una brigata della milizia ma egli declinò la nomina affermando che la Costituzione degli Stati Uniti attribuiva il potere di nomina degli ufficiali della Milizia agli Stati e non al Governo federale.
Per questo servizio in guerra il Governatore del Mississippi nominò Davis perché rappresentasse lo Stato nel Senato a Washington per la fine del mandato di Jesse Speight. Prese possesso del suo seggio il 5 dicembre 1847 e fu eletto per il periodo residuo del mandato nel gennaio del 1848. In aggiunta la Smithsonian Institution lo nominò reggente alla fine di dicembre del 1847.

### Ritorno alla politica
Il Senato scelse Davis come presidente della Commissione per gli Affari Militari. Alla scadenza del suo mandato, fu rieletto allo stesso seggio da parte della rappresentanza legislativa del Mississippi (come la Costituzione all'epoca prevedeva). Non aveva servito neppure un anno che si dimise nel settembre del 1851 per concorrere al governatorato del Mississippi a seguito del compromesso del 1850, cui Davis peraltro s'era opposto. Questa elezione fu un insuccesso ed egli fu sconfitto da Henry Stuart Foote per 999 voti.
Lasciato senza alcun incarico politico, Davis continuò nondimeno la sua attività politica. Prese parte a una Convenzione sui diritti degli Stati convocata a Jackson, Mississippi, nel gennaio 1852. Nelle settimane seguenti prese parte alla campagna per le elezioni presidenziali negli Stati Uniti d'America del 1852, sostenendo in un certo numero di Stati del Sud i candidati democratici Franklin Pierce e William R. King.

Pierce vinse le elezioni e nominò Davis suo Ministro della Guerra. In tale veste Davis consegnò al Congresso quattro rapporti annuali (nel dicembre di ogni anno), come pure un documento elaborato il 22 febbraio 1855 sui vari tragitti per la progettata Ferrovia Transcontinentale. Il mandato di Pierce si concluse nel 1857 e non venne ricandidato dalla Convenzione Democratica, a vantaggio invece di James Buchanan. Il mandato di Davis terminò con quello di Pierce, cosicché egli partecipò con successo alle elezioni senatoriali e rientrò nel Senato il 4 marzo 1857.

Il suo nuovo mandato in Senato fu interrotto da una malattia che gli fece perdere l'occhio sinistro. Nominalmente ancora in servizio al Senato, Davis passò l'estate del 1858 a Portland nel Maine. Il 4 luglio pronunciò un discorso anti-secessionista a bordo d'una nave presso Boston. Ancora egli esortò a conservare l'Unione l'11 ottobre nella Faneuil Hall, a Boston, e tornò al Senato subito dopo.
Il 2 febbraio 1860, mentre il clamore secessionista nel Sud montava, Davis presentò sei risoluzioni nel tentativo di consolidare l'opinione pubblica a favore dei diritti degli stati ed espose la propria opinione in merito. Abraham Lincoln, noto oppositore della schiavitù, vinse in novembre le elezioni presidenziali. La questione precipitò e la Carolina del Sud proclamò la sua secessione dall'Unione.
Per quanto egli fosse per principio un oppositore della secessione, Davis la sostenne in pratica il 10 gennaio 1861. Il 21 gennaio 1861 annunciò la secessione del Mississippi, pronunciando un discorso d'addio e si dimise dal Senato.
| Dipartimento/ Funzione         | Foto | Nome                            | Durata                         |
| ------------------------------ | ---- | ------------------------------- | ------------------------------ |
| Presidente                     |      | Jefferson Davis                 | 1861 - 1865                    |
| Vicepresidente                 |      | Alexander Hamilton Stephens     | 1861 - 1865                    |
| Segretario di Stato            |      | Robert Toombs                   | 1861                           |
|                                |      | Robert Mercer Taliaferro Hunter | 1861 - 1862                    |
|                                |      | William Montague Browne         | 1862 (facente funzioni)        |
|                                |      | Judah Philip Benjamin           | 1862 - 1865                    |
| Segretario al Tesoro           |      | Christopher Gustavus Memminger  | 1861 - 1864                    |
|                                |      | George Afred Trenholm           | 1864 - 1865                    |
|                                |      | John Henninger Reagan           | 1865                           |
| Segretario alla Guerra         |      | LeRoy Pope Walker               | 1861                           |
|                                |      | Judah Philip Benjamin           | 1861 - 1862                    |
|                                |      | George Wythe Randolph           | 1862                           |
|                                |      | James Alexander Seddon          | 1862 - 1865                    |
|                                |      | John C. Breckinridge            | 1865                           |
| Procuratore generale           |      | Judah Philip Benjamin           | 1861                           |
|                                |      | Wade Rutledge Keyes             | 1861 (facente funzioni)        |
|                                |      | Thomas Bragg                    | 1861 - 1862                    |
|                                |      | Thomas Hill Watts               | 1862 - 1863                    |
|                                |      | Wade Rutledge Keyes             | 1863 - 1864 (facente funzioni) |
|                                |      | George Davis                    | 1864 - 1865                    |
| Direttore generale delle poste |      | John Henninger Reagan           | 1861 - 1865                    |
| Segretario alla Marina         |      | Stephen Russell Mallory         | 1861 - 1865                    |

### Presidente degli Stati Confederati d'America

#### Governo
Davis formò il suo governo. Alexander Hamilton Stephens fu nominato Vicepresidente. Robert Toombs della Georgia fu il primo Segretario di Stato Confederato, mentre Christopher Gustavus Memminger della Carolina del Sud divenne Segretario del Tesoro. LeRoy Pope Walker dell'Alabama venne nominato come Segretario alla Guerra, dopo essere stato raccomandato per questo incarico da Clement Claiborne Clay e William Lowndes Yancey (che rifiutarono di ricoprire cariche istituzionali). John Henninger Reagan del Texas divenne Direttore generale delle poste. Judah Philip Benjamin della Louisiana ottenne l'incarico di procuratore generale. Sebbene Stephen Russell Mallory non fosse stato presentato dalla propria delegazione statale (la Florida), Davis insistette sul fatto che era l'uomo migliore per il lavoro di Segretario della Marina, e alla fine fu confermato in tale ruolo.
Fin dal primo momento in cui la Confederazione venne fondata, tra le altre cose sui diritti inalienabili dei singoli Stati, un fattore importante nella scelta dei membri del governo di Davis fu la rappresentanza dei vari Stati. Dipese in ciò in larga parte dalle raccomandazioni dei membri congressuali Sudisti e di altre persone importanti. Ciò contribuì a mantenere buoni rapporti tra i rami esecutivo e legislativo. Ciò condusse però anche a lamentele in quanto vi erano più Stati che si erano uniti alla Confederazione di quante fossero le effettive posizioni di governo disponibili.
Con il procedere della guerra questa insoddisfazione non fece altro che aumentare e vi furono frequenti cambiamenti e rimpasti successivi. Toombs, che inizialmente voleva diventare presidente, rimase frustrato come consigliere e si dimise entro pochi mesi dalla sua nomina per arruolarsi nell'esercito. Robert Mercer Taliaferro Hunter della Virginia provvederà a sostituirlo già il 25 luglio del 1861.
Il 17 di settembre Walker si dimetterà da Segretario alla Guerra a causa di un conflitto sorto con lo stesso Davis, che aveva messo in dubbio la sua gestione del Dipartimento e gli aveva suggerito di prendere in considerazione una posizione diversa. Walker richiese, e gli fu dato, il comando delle truppe in Alabama. Benjamin lasciò la posizione di procuratore Generale per sostituirlo e Thomas Bragg della Carolina del Nord (fratello del Generale Braxton Bragg) prese il posto di Benjamin.
Dopo le elezioni sudiste svoltesi il 6 di novembre Davis annunciò il gabinetto permanente entro il marzo del 1862. Benjamin si trasferì di nuovo, questa volta al Segretariato di Stato. George Wythe Randolph della Virginia venne scelto come Segretario alla Guerra. Mallory continuò come Segretario della Marina e Reagan come Direttore delle Poste; entrambi riusciranno a mantenere le proprie posizioni durante tutto il corso della guerra. Memminger rimase al Tesoro, mentre Thomas Hill Watts dell'Alabama subentreerà come procuratore generale.
Nel 1862 Randolph si dimetterà e James Alexander Seddon della Virginia fu investito per la sostituzione. Verso la fine del 1863 Watts si dimise dalla carica di procuratore generale per assumere il ruolo di Governatore dell'Alabama e George Davis della Carolina del Nord prenderà il suo posto. Nel 1864 Memminger si ritirò dal Tesoro a causa dell'opposizione congressuale nei suoi riguardi e sarà sostituito da George Alfred Trenholm della Carolina del Sud.
Infine nel 1865 l'opposizione del Congresso fece ritirare anche Seddon il quale dovette essere sostituito da John C. Breckinridge del Kentucky (già vicepresidente degli Stati Uniti d'America durante la presidenza di James Buchanan nonché avversario diretto di Lincoln nelle elezioni presidenziali del 1860).

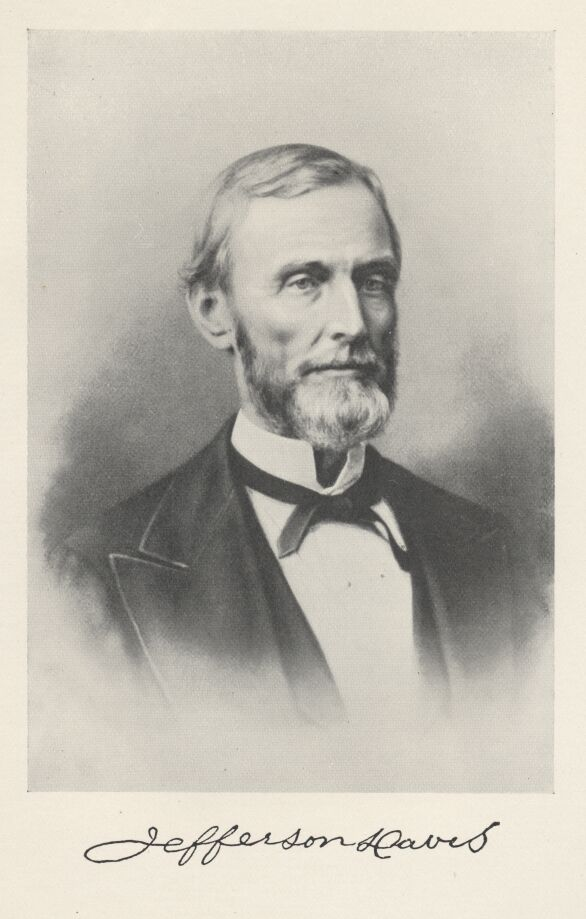
Una cartolina raffigurante Davis

Quattro giorni dopo le sue dimissioni Davis fu nominato maggior generale delle truppe del Mississippi. Il 9 febbraio 1861, una Convenzione Costituzionale a Montgomery, Alabama lo nominò Presidente provvisorio degli Stati Confederati d'America ed egli assunse la carica il 18 febbraio. In alcuni incontri con la sua stessa Assemblea Legislativa del Mississippi, Davis parlò contro la secessione ma quando una maggioranza di delegati gli si oppose, allora egli aderì.
Nominò immediatamente una Commissione di Pace per risolvere le divergenze della Confederazione con l'Unione. Non volendo però dipendere unicamente dal deliberato del negoziato, egli nominò il generale Pierre Gustave Toutant de Beauregard al comando delle truppe confederate nei pressi di Charleston, Carolina del Sud. Il Governo si spostò a Richmond, Virginia nel maggio 1861 e Davis e la sua famiglia presero possesso della residenza presidenziale colà, nella "Casa Bianca della Confederazione" il 29 maggio.
Davis fu eletto per un mandato di sei anni alla Presidenza della Confederazione il 6 novembre 1861. Non aveva mai servito per un intero mandato fino ad allora e ciò si sarebbe verificato ancora una volta.
Il 21 novembre, Davis nomina Judah Benjamin segretario alla guerra.
Davis fu battezzato nella Chiesa episcopale di St. Paul a Richmond, Virginia, nel 1862.
Entrò nel pieno dei suoi poteri il 22 febbraio 1862. Il 1º giugno assegnò al Generale Robert E. Lee il comando dell'Armata della Virginia Settentrionale, la principale Armata confederata sul fronte orientale. Quel dicembre effettuò un giro di visite delle forze militari confederate dislocate nel West.
Nell'agosto 1863 Davis rifiutò di accogliere le dimissioni del generale dopo la sua sconfitta nella battaglia di Gettysburg. Quando le fortune confederate mutarono nel 1864 visitò la Georgia al fine di risollevare il morale.
Davis era stato oggetto di critiche per la sua condotta degli affari militari della Confederazione. Fino alle ultime fasi della guerra resisté alle pressioni di nomina di un generale in capo, essenzialmente assumendo queste funzioni personalmente; il 31 gennaio 1865 Lee assunse tale ruolo ma era troppo tardi per progettare una nuova grande strategia in grado di cogliere successi.
Davis fu responsabile della strategia di difendere ogni parte del territorio sudista con uguale e visibile sforzo: cosa che diluì le limitate risorse del Sud rendendolo più vulnerabile agli sforzi strategici coordinati dell'Unione sul vitale fronte occidentale. Fu altresì responsabile di altre scadenti scelte strategiche, come quella di permettere a Lee di invadere il Nord in due occasioni mentre gli eserciti occidentali perdevano battaglie e terreno in modo critico, come sul fiume Mississippi.
A lui inoltre si può imputare lo scarso coordinamento e la condotta espressa dai suoi generali sul campo, in particolar modo la sua riluttanza a rilevare dal comando il suo amico personale Braxton Bragg, sconfitto in importanti battaglie e sfiduciato dai suoi sottoposti; egli invece sollevò dal comando il cauto ma capace Joseph E. Johnston e lo sostituì con l'avventato John Bell Hood, col risultato di perdere Atlanta e infine un'armata.
Il 3 aprile 1865, con le truppe dell'Unione al comando di Ulysses S. Grant posizionate per conquistare Richmond, Davis fuggì a Danville, Virginia, col Gabinetto confederato, usando la ferrovia Richmond-Danville. L'esecutivo assediato restò nella casa del maggiore William T. Sutherlin.
Fu qui che Davis avrebbe scritto il suo ultimo proclama ufficiale nella veste di Presidente della Confederazione. Sei giorni dopo la sua fuga per Danville egli proseguì per Greensboro, Carolina del Nord. Il 16 aprile effettuò una sosta per Meridian, Mississippi, ma fu catturato a Irwinville, Georgia, il 10 maggio, assieme al responsabile generale delle poste John Henninger Reagan e all'ex-Governatore del Texas Francis Lubbock, mentre indossava lo scialle della moglie per nascondersi: questa notizia si diffuse rapidamente nel Nord, che ne ridicolizzó l’immagine di sconfitto.

### Prigionia e ritiro

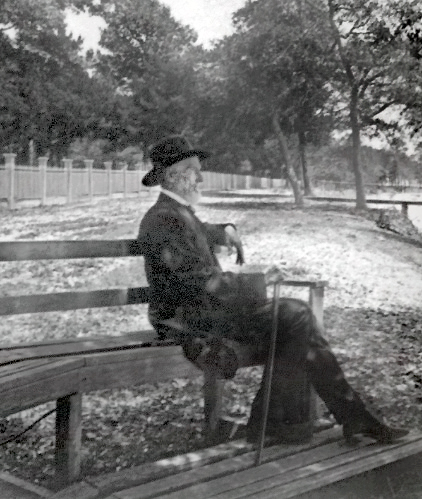
Jefferson Davis nel giardino di casa sua nel 1885

Il 19 maggio 1865 fu imprigionato in una casamatta a Fort Monroe, sulla costa della Virginia. La casamatta era umida, fredda ed aperta alle intemperie, e ciò portò molti a credere che i suoi carcerieri intendessero lasciarlo morire in prigione. Fu messo ai ferri il 23, ma liberato il 26 su raccomandazione di un medico. Davis non fu accusato di tradimento fino all'anno successivo (maggio 1866), a causa delle preoccupazioni costituzionali di Salmon P. Chase, responsabile della Giustizia della Corte Suprema.
Mentre era in prigione Davis vendette la sua villa in Mississippi a uno dei suoi ex schiavi, Ben Montgomery. Montgomery era un amministratore capace, meccanico, e persino inventore, diventato ricco in parte dalla gestione del suo grande magazzino.
L'anno successivo, dopo due anni di carcere, Davis fu rilasciato su cauzione che fu pagata da cittadini di rilievo degli Stati del Nord e del Sud, compreso Horace Greeley e Cornelius Vanderbilt, convinti che egli fosse stato trattato ingiustamente. Visitò il Canada e s'imbarcò per New Orleans, Louisiana, via l'Avana, Cuba. Nel 1868 viaggiò in Europa. Quel dicembre la Corte rigettò una mozione per annullare l'accusa ma il processo chiuse il caso nel febbraio 1869.
Quello stesso anno Davis divenne Presidente della Carolina Life Insurance Company a Memphis, Tennessee. Dopo la morte di Robert E. Lee nel 1870 Davis presiedette la riunione in suo ricordo di Richmond. Eletto nuovamente al Senato rifiutò l'incarico nel 1875, essendo stato interdetto dall'ufficio legale federale.
Nel 1876 promosse una società per favorire il commercio statunitense con il Sud America. Davis visitò l'Inghilterra l'anno successivo, tornando nel 1878 a Beauvoir presso Biloxi, Mississippi. Nei successivi tre anni qui, Davis scrisse The Rise and Fall of the Confederate Government ("Ascesa e caduta del governo confederato"). Avendo completato tale libro, visitò ancora l'Europa e viaggiò per l'Alabama e la Georgia l'anno dopo.
Portò a compimento A Short History of the Confederate States of America ("Breve storia della C.S.A.") nell'ottobre del 1889. Davis morì a New Orleans all'età di 81 anni. I suoi funerali ebbero un'ampiezza tale da non avere quasi paragoni nel Sud degli Stati Uniti e si svilupparono con un lungo continuo corteo da New Orleans a Richmond, Virginia, giorno e notte. È sepolto nell'Hollywood Cemetery a Richmond.
La Sezione 3 del 14° emendamento alla Costituzione degli Stati Uniti al fine di proteggere la Costituzione escluse da ogni incarico chiunque avesse violato il giuramento prestato col servizio reso alla Confederazione. Tale proibizione riguardò Davis. Nel 1978, a seguito di quanto deciso riguardo alla medesima Sezione dell'Emendamento citato, il Congresso degli Stati Uniti rimosse retroattivamente il bando inflitto a Davis con due terzi dei voti favorevoli in ognuno dei rami del Parlamento e il Presidente Jimmy Carter controfirmò la decisione. Di tali atti si fece parte attiva il congressista Trent Lott del Mississippi. Il Congresso aveva precedentemente assunto una simile decisione riguardo Robert E. Lee.

Un monumento a Jefferson Davis fu inaugurato il 3 giugno 1907 nella Monument Avenue di Richmond.
Nel 1978 fu revocato, in maniera postuma, il bando imposto a Jefferson Davis (vedi XIV emendamento della Costituzione degli Stati Uniti d'America).
Lo Stato dell'Alabama celebra il compleanno di Davis il primo lunedì di giugno. Lo Stato del Mississippi festeggia il compleanno di Davis insieme alla festa federale del Memorial Day.

## Opere
- The Rise and Fall of the Confederate Government
- A Short History of the Confederate States of America

### Fonti primarie
- Jefferson Davis, Jefferson Davis: The Essential Writings, a cura di William J. Cooper, Jr., 2003.
- Jefferson Davis, The Rise and Fall of the Confederate Government, 1881.
- Dunbar Rowland (a cura di), Jefferson Davis, Constitutionalist: His Letters, Papers, and Speeches, Jackson, Mississippi Department of Archives and History, 1923.
- Haskell M. Monroe, Jr., James T. McIntosh e Lynda L. Crist (a cura di), The Papers of Jefferson Davis, Louisiana State University Press, 1971–2012.

### Altre letture
- Frank Heath Alfriend, The life of Jefferson Davis, Caxton Publishing House ; Philadelphia,, 1868.
- A. C. Bancroft, The life and death of Jefferson Davis, New York : J.S. Ogilvie, 1889.
- ,John J Craven, Prison life of Jefferson Davis, New York, Carleton, 1866.
- Varina Davis, Jefferson Davis, ex-president of the Confederate States of America, a memoir, Vol I, New York : Belford Co., 1890.
- Varina Davis, Jefferson Davis, ex-president of the Confederate States of America, a memoir, Vol II, New York : Belford Co., 1890.